# Dichochrysa militaris
Dichochrysa militaris är en insektsart som beskrevs av Hölzel och Ohm 2000. Dichochrysa militaris ingår i släktet Dichochrysa och familjen guldögonsländor. Inga underarter finns listade i Catalogue of Life.